# Jack Rowe
Jack Rowe (30 gennaio 1996) è un mezzofondista britannico.

## Palmarès
| Anno | Manifestazione           | Sede          | Evento         | Risultato | Prestazione | Note |
| ---- | ------------------------ | ------------- | -------------- | --------- | ----------- | ---- |
| 2015 | Europei juniores         | Eskilstuna    | 10000 m piani  | 8º        | 30'35"39    |      |
| 2017 | Europei di cross         | Šamorín       | Corsa U23      | 31º       | 25'25"      |      |
| 2017 | Europei di cross         | Šamorín       | A squadre      | Bronzo    | 41 p.       |      |
| 2021 | Europei indoor           | Toruń         | 3000 m piani   | 9º        | 7'53"47     |      |
| 2021 | Europei di cross         | Dublino       | Corsa seniores | 18º       | 31'18"      |      |
| 2021 | Europei di cross         | Dublino       | A squadre      | 6º        | 65 p.       |      |
| 2022 | Europei di cross         | Venaria Reale | Corsa seniores | 44º       | 31'19"      |      |
| 2022 | Europei di cross         | Venaria Reale | A squadre      | 6º        | 46 p.       |      |
| 2023 | Europei indoor           | Istanbul      | 3000 m piani   | 9º        | 7'48"32     |      |
| 2023 | Mondiali corsa su strada | Riga          | Mezza maratona | 30º       | 1h01'39"    |      |
| 2024 | Europei                  | Roma          | 5000 m piani   | 17º       | 13'31"77    |      |

## Campionati nazionali
2014
- 7º ai campionati britannici under-20, 3000 m piani - 8'38"92

2015
- 10º ai campionati britannici under-20, 5000 m piani - 14'39"9

2017
- 27º ai campionati britannici, 10000 m piani - 29'55"62
- 4º ai campionati britannici di 10 km su strada - 29'46"

2020
- Argento ai campionati britannici, 5000 m piani - 13'37"85

2021
- Bronzo ai campionati britannici, 5000 m piani - 13'38"81

2022
- 6º ai campionati britannici, 10000 m piani - 28'20"31
- Bronzo ai campionati britannici, 5000 m piani - 13'45"30

2023
- 6º ai campionati britannici, 5000 m piani - 13'47"80
- Oro ai campionati britannici di mezza maratona - 1h01'08"

2024
- Bronzo ai campionati britannici, 5000 m piani - 13'46"60
- Oro ai campionati britannici di mezza maratona - 1h02'35"

## Altre competizioni internazionali
2021
- 12º al British Grand Prix ( Gateshead), 3000 m piani - 7'42"15
- Oro alla Great South Run ( Portsmouth), 10 miglia - 47'20"
- Bronzo alla Great Manchester Run ( Manchester) - 28'07"

2022
- 24º alla Mezza maratona di Valencia ( Valencia) - 1h03'05"

2024
- 12º ai London Anniversary Games ( Londra), 3000 m piani - 7'38"70